# متحف تورفالدسون

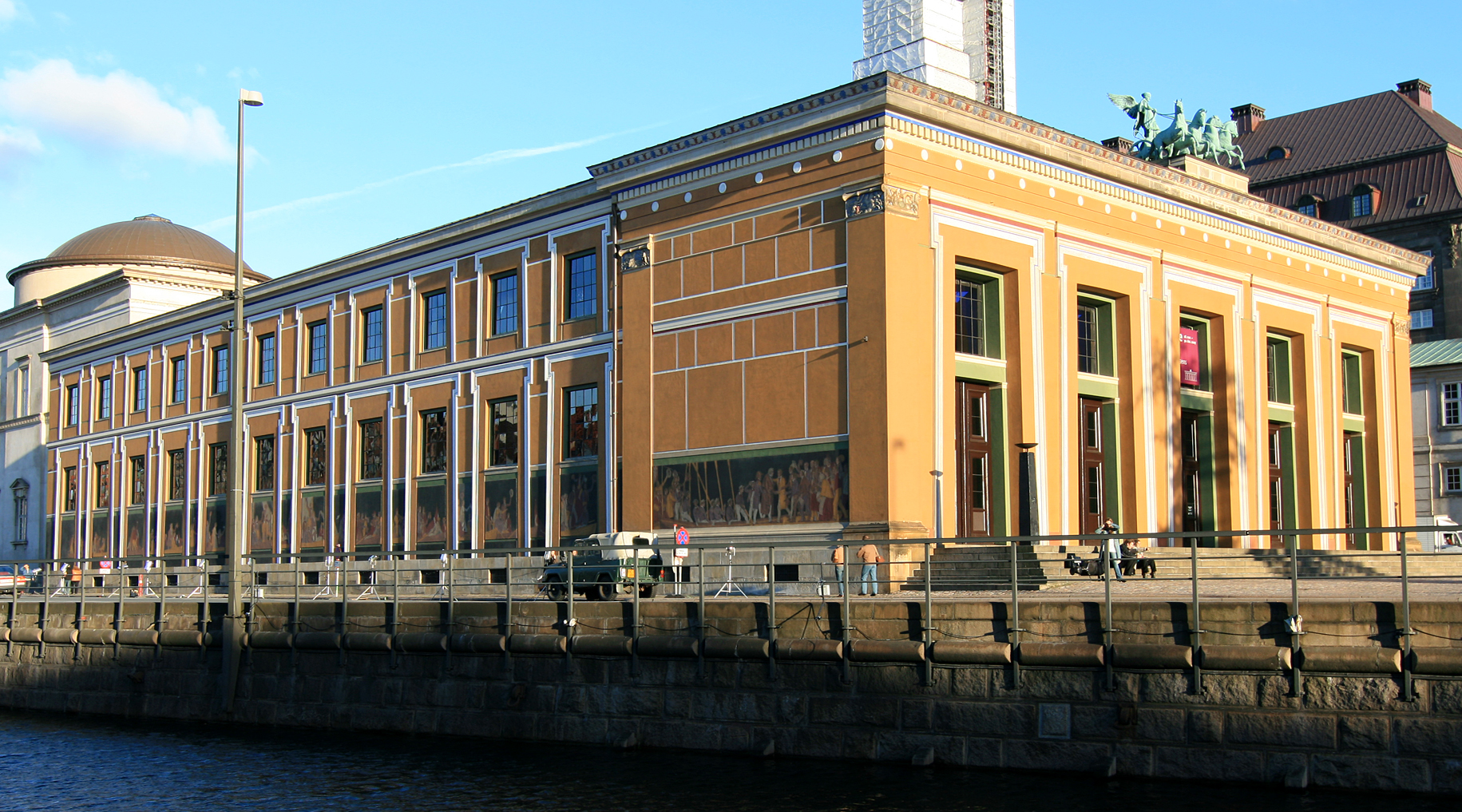

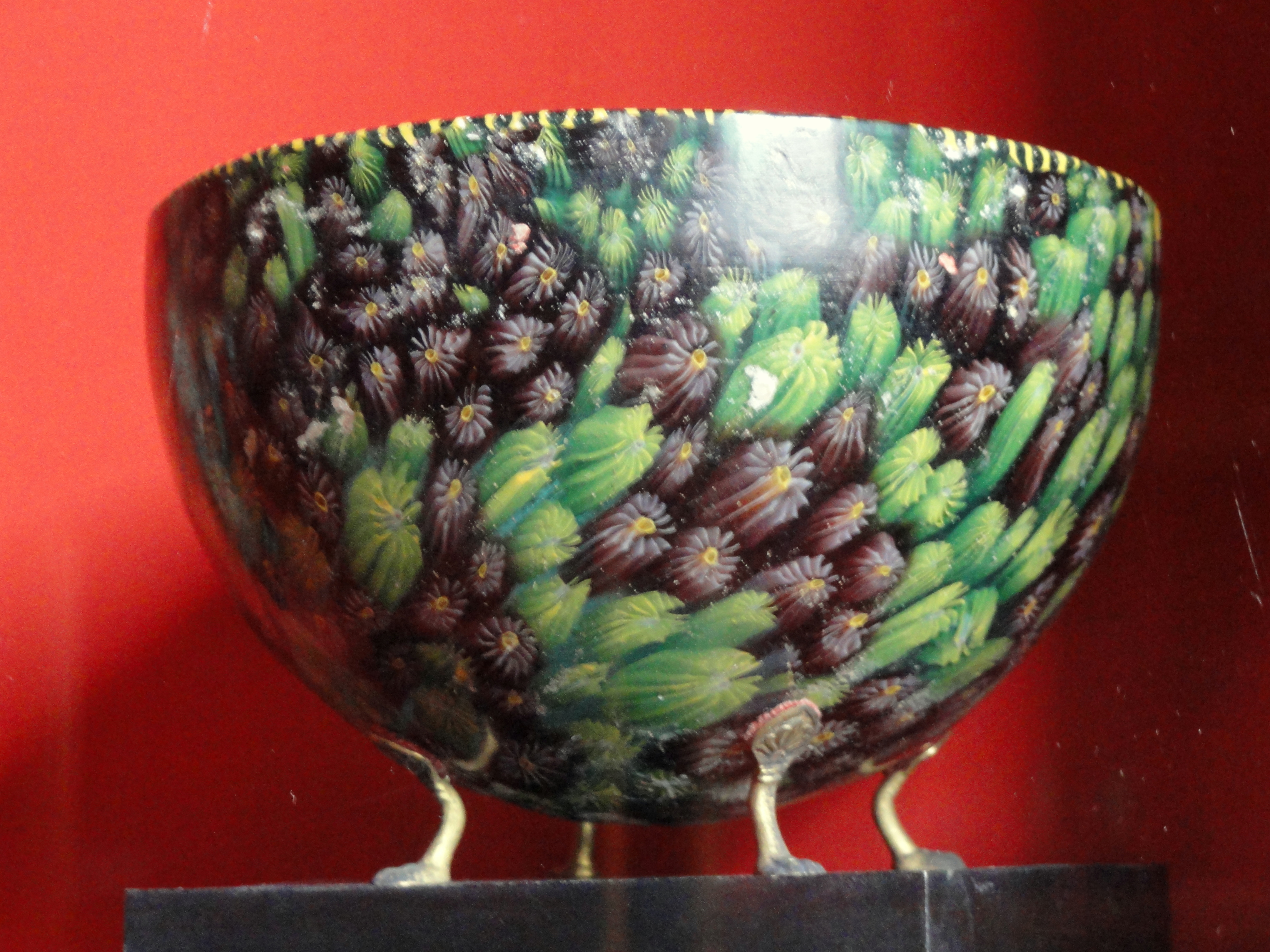
أحد معروضات المتحف

متحف تورفالدسون هو متحف في مدينة كوبنهاغن عاصمة الدنمارك يحتضن أعمال النحات بيرتل تورفالدسن الذي عمل وعاش معظم حياته في مدينة روما (1796–1838). وقد استغرق بناء المتحف 10 سنوات وتم الانتهاء منه عام 1848.

## المبنى
البناية مستوحاة من العمارة اليونانية القديمة

## المجموعة الفنية
بالإضافة لأعمال بيرتل تورفالدسن الفنية يضم المتحف قطع فنية جمعها خلال حياته وبعض مقتنياته التي استخدمها في حياته اليومية أو أدوات استعمالها في عمله

## روابط خارجية
موقع المتحف